# Suzanne Nelli
Pour les articles homonymes, voir Nelli.
Suzanne Nelli, née Martine Suzette Madeleine Ramon à Castelnaudary le 20 avril 1918, et morte le 24 août 2007 à Carcassonne, est une historienne et poétesse audoise.

## Biographie
Licenciée ès lettres et en philosophie, on lui doit la publication de plus de 38 livres. Membre du comité scientifique du Centre d'études cathares, elle a également collaboré à la revue Heresis. Au nombre de ses travaux, il convient de citer en particulier son ouvrage intitulé Les Dufort de Languedoc au Moyen Âge (Privat 1989),.

## Distinctions honorifiques
- 1980 Prix de l'Académie française Amic pour Respire l’arbre noir [3].